# EnerNOC
EnerNOC (Akronym für Energy Network Operations Center) war ein ehemals börsennotiertes US-amerikanisches Unternehmen, das sich auf die Entwicklung von Softwarelösungen im Bereich der Energieintelligenz spezialisiert hatte. Das Unternehmen wurde im Jahr 2003 gegründet und hatte bis zum Jahr 2016 über tausend Mitarbeiter. Der Hauptsitz von EnerNOC befand sich in Boston, Massachusetts. 
Die Gründung von EnerNOC fiel in eine Zeit steigender Energiepreise und wachsender Besorgnis über die Auswirkungen des Klimawandels. Das Unternehmen konzentrierte sich darauf, Unternehmen und Versorgungsunternehmen dabei zu helfen, Energieeffizienz zu steigern und den Energieverbrauch zu optimieren. EnerNOC bot eine Vielzahl von Dienstleistungen an, darunter Demand Response-Programme, Energieanalyse und -management sowie Softwarelösungen zur Unterstützung von Unternehmen bei der Reduzierung ihrer Energiekosten und der Verbesserung ihrer Nachhaltigkeitsstrategien. 
Im Jahr 2017 wurde EnerNOC von Enel, einem multinationalen Energieunternehmen mit Sitz in Italien, übernommen. Diese Übernahme war Teil von Enels Strategie, seine Präsenz im Bereich der Energieeffizienz und intelligenten Energienetze auszubauen. Durch die Integration von EnerNOCs Technologien in seine bestehenden Dienstleistungen konnte Enel seine Position als Anbieter von nachhaltigen Energielösungen weiter stärken. 
EnerNOC spielte eine wichtige Rolle bei der Entwicklung von Technologien, die es Unternehmen ermöglichten, ihre Energieverbrauchsmuster besser zu verstehen und zu steuern. Die Lösungen von EnerNOC wurden in verschiedenen Branchen eingesetzt, darunter Fertigung, Gesundheitswesen, Einzelhandel und öffentliche Einrichtungen. Das Unternehmen trug somit zur Förderung einer nachhaltigeren Energiezukunft bei. 